# Gyeplabda az 1964. évi nyári olimpiai játékokon
Az 1964. évi nyári olimpiai játékokon a gyeplabda-tornát október 11. és október 23. között rendezték. A tornán 15 válogatott szerepelt.

## Éremtáblázat
(Az egyes számoszlopok legmagasabb értéke, vagy értékei vastagítással kiemelve.)
| Az 1964. évi nyári olimpiai játékok éremtáblázata gyeplabdában | Az 1964. évi nyári olimpiai játékok éremtáblázata gyeplabdában | Az 1964. évi nyári olimpiai játékok éremtáblázata gyeplabdában | Az 1964. évi nyári olimpiai játékok éremtáblázata gyeplabdában | Az 1964. évi nyári olimpiai játékok éremtáblázata gyeplabdában | Olimpia  |
| -------------------------------------------------------------- | -------------------------------------------------------------- | -------------------------------------------------------------- | -------------------------------------------------------------- | -------------------------------------------------------------- | -------- |
|                                                                | Ország                                                         | Arany                                                          | Ezüst                                                          | Bronz                                                          | Összesen |
| 1.                                                             | India (IND)                                                    | 1                                                              | 0                                                              | 0                                                              | 1        |
|                                                                |                                                                |                                                                |                                                                |                                                                |          |
| 2.                                                             | Pakisztán (PAK)                                                | 0                                                              | 1                                                              | 0                                                              | 1        |
|                                                                |                                                                |                                                                |                                                                |                                                                |          |
| 3.                                                             | Ausztrália (AUS)                                               | 0                                                              | 0                                                              | 1                                                              | 1        |
|                                                                |                                                                |                                                                |                                                                |                                                                |          |
| Összesen                                                       | Összesen                                                       | 1                                                              | 1                                                              | 1                                                              | 3        |

## Érmesek
| Az 1964. évi nyári olimpiai játékok érmesei férfi gyeplabdában | Az 1964. évi nyári olimpiai játékok érmesei férfi gyeplabdában | Az 1964. évi nyári olimpiai játékok érmesei férfi gyeplabdában | Az 1964. évi nyári olimpiai játékok érmesei férfi gyeplabdában |
| --- | --- | --- | -------------------------------------------------------------- |
| Arany | Ezüst | Bronz |                                                                |
| India (IND) | Pakisztán (PAK) | Ausztrália (AUS) |                                                                |
| Harbinder Singh Shankar Laxman Mohinder Lal Haripal Kaushik Bandu Patil John Peter Ali Sayeed Csarandzsit Szingh Darshan Singh Dharam Singh Gurbux Singh Jagjit Singh Joginder Singh Udham Szingh Prithipal Singh | Muhammad Afzal Anwar Khan Munir Ahmad Dan Saeed Anwar Zaka Din Mohammad Asad Malik Manzoor Hussain Atif Khursid Azam Hamid Abdul II Zafar Hayat Khalid Mahmood Khizar Nawaz Tariq Niazi Motiullah Khan Tariq Aziz Abdul Rashid | Mervyn Crossman Paul Dearing Raymond Evans Brian Glencross Robin Hodder John McBryde Donald McWatters Patrick Nilan Eric Pearce Julian Pearce Desmond Piper Donald Smart Antony Waters Graham Wood |                                                                |

## Lebonyolítás
A 15 résztvevő egy 7 és egy 8 csapatos csoportban szerepelt a csoportkörben. Körmérkőzések döntötték el a csoportok végeredményét. A csoportból az első két helyezett jutott tovább az elődöntőbe, ahonnan egyenes kieséses rendszerben folytatódott a torna. A csoportok harmadik és negyedik helyezettjei az 5–8. helyért mérkőzhettek, de a 7. helyért nem játszottak mérkőzést.

## Csoportkör
| Színmagyarázat                                                             |
| -------------------------------------------------------------------------- |
| A csoportok első két helyezettje bejutott a elődöntőbe.                    |
| A csoportok harmadik és negyedik helyezettjei az 5–8. helyért játszhattak. |
| A csoportok ötödik, hatodik, hetedik és nyolcadik helyezettjei kiestek.    |

### A csoport
| Csapat               | M | Gy | D | V | G+ | G– | Gk  | P  |
| -------------------- | - | -- | - | - | -- | -- | --- | -- |
| Pakisztán (PAK)      | 6 | 6  | 0 | 0 | 17 | 3  | +14 | 12 |
| Ausztrália (AUS)     | 6 | 4  | 0 | 2 | 16 | 5  | +11 | 8  |
| Kenya (KEN)          | 6 | 3  | 1 | 2 | 7  | 9  | –2  | 7  |
| Japán (JPN)          | 6 | 3  | 0 | 3 | 6  | 6  | 0   | 6  |
| Nagy-Britannia (GBR) | 6 | 2  | 0 | 4 | 5  | 12 | –7  | 4  |
| Rodézia (RHO)        | 6 | 1  | 1 | 4 | 4  | 16 | –12 | 3  |
| Új-Zéland (NZL)      | 6 | 1  | 0 | 5 | 6  | 10 | –4  | 2  |

| 1964. október 11. 10:00 | Kenya (KEN) | 0 – 0 | Rodézia (RHO) |  |
| 1964. október 11. 10:00 | (0 – 0)     |       |               |  |

| 1964. október 11. 11:40 | Pakisztán (PAK) | 1 – 0   | Japán (JPN) |  |
| 1964. október 11. 11:40 | Hussain Atif    | (1 – 0) |             |  |

| 1964. október 11. 14:15 | Nagy-Britannia (GBR) | 0 – 7   | Ausztrália (AUS)                  |  |
| 1964. október 11. 14:15 |                      | (0 – 5) | McWatters 4 Piper Evans E. Pearce |  |

| 1964. október 12. 10:00 | Pakisztán (PAK)              | 5 – 2   | Kenya (KEN)   |  |
| 1964. október 12. 10:00 | Hussain Atif 3 Ahmad Dan Din | (2 – 2) | Sohal Panesar |  |

| 1964. október 12. 11:40 | Ausztrália (AUS)      | 3 – 0   | Rodézia (RHO) |  |
| 1964. október 12. 11:40 | E. Pearce 2 McWatters | (2 – 0) |               |  |

| 1964. október 12. 11:40 | Nagy-Britannia (GBR) | 0 – 2   | Új-Zéland (NZL)  |  |
| 1964. október 12. 11:40 |                      | (0 – 1) | B. Judge Bygrave |  |

| 1964. október 13. 11:40 | Kenya (KEN)           | 3 – 2   | Új-Zéland (NZL) |  |
| 1964. október 13. 11:40 | Sohal Mangat Mendonca | (1 – 1) | Byers Bygrave   |  |

| 1964. október 13. 10:00 | Ausztrália (AUS)      | 3 – 1   | Japán (JPN) |  |
| 1964. október 13. 10:00 | McWatters Evans Smart | (1 – 0) | Júzaki      |  |

| 1964. október 13. 10:00 | Nagy-Britannia (GBR) | 4 – 1   | Rodézia (RHO) |  |
| 1964. október 13. 10:00 | Deegan 2 Cadman 2    | (2 – 0) | Ullyett       |  |

| 1964. október 15. 10:00 | Pakisztán (PAK) | 1 – 0   | Nagy-Britannia (GBR) |  |
| 1964. október 15. 10:00 | Ahmad Dan       | (0 – 0) |                      |  |

| 1964. október 15. 11:40 | Kenya (KEN)     | 1 – 0   | Ausztrália (AUS) |  |
| 1964. október 15. 11:40 | Edgar Fernandes | (1 – 0) |                  |  |

| 1964. október 15. 11:40 | Japán (JPN) | 1 – 0   | Új-Zéland (NZL) |  |
| 1964. október 15. 11:40 | Takasima    | (1 – 0) |                 |  |

| 1964. október 16. 10:00 | Ausztrália (AUS) | 2 – 1   | Új-Zéland (NZL) |  |
| 1964. október 16. 10:00 | Hodder E. Pearce | (1 – 0) | Patterson       |  |

| 1964. október 16. 10:00 | Kenya (KEN) | 0 – 2   | Japán (JPN)      |  |
| 1964. október 16. 10:00 |             | (0 – 1) | Tanaka Jamagucsi |  |

| 1964. október 16. 11:40 | Pakisztán (PAK)                    | 6 – 0   | Rodézia (RHO) |  |
| 1964. október 16. 11:40 | Afzal 3 Hussain Atif Mahmood Malik | (4 – 0) |               |  |

| 1964. október 18. 10:00 | Nagy-Britannia (GBR) | 0 – 1   | Kenya (KEN) |  |
| 1964. október 18. 10:00 |                      | (0 – 0) | Sohal       |  |

| 1964. október 18. 14:15 | Pakisztán (PAK) | 2 – 0   | Új-Zéland (NZL) |  |
| 1964. október 18. 14:15 | Ahmad Dan Afzal | (1 – 0) |                 |  |

| 1964. október 18. 14:15 | Japán (JPN) | 2 – 1   | Rodézia (RHO) |  |
| 1964. október 18. 14:15 | Takasima 2  | (1 – 0) | Spence        |  |

| 1964. október 19. 11:40 | Pakisztán (PAK)    | 2 – 1   | Ausztrália (AUS) |  |
| 1964. október 19. 11:40 | Hussain Atif Malik | (1 – 1) | Nilan            |  |

| 1964. október 19. 11:40 | Nagy-Britannia (GBR) | 1 – 0   | Japán (JPN) |  |
| 1964. október 19. 11:40 | Cutter               | (0 – 0) |             |  |

| 1964. október 19. 11:40 | Új-Zéland (NZL) | 1 – 2   | Rodézia (RHO)  |  |
| 1964. október 19. 11:40 | Patterson       | (0 – 0) | Tomlinson Koch |  |

### B csoport
| Csapat                      | M | Gy | D | V | G+ | G– | Gk  | P  |
| --------------------------- | - | -- | - | - | -- | -- | --- | -- |
| India (IND)                 | 7 | 5  | 2 | 0 | 18 | 4  | +14 | 12 |
| Spanyolország (ESP)         | 7 | 4  | 3 | 0 | 16 | 3  | +13 | 11 |
| Hollandia (NED)             | 7 | 4  | 1 | 2 | 20 | 4  | +16 | 9  |
| Egyesült Német Csapat (EUA) | 7 | 2  | 5 | 0 | 9  | 4  | +5  | 9  |
| Malajzia (MAS)              | 7 | 2  | 2 | 3 | 11 | 13 | –2  | 6  |
| Belgium (BEL)               | 7 | 2  | 2 | 3 | 10 | 13 | –3  | 6  |
| Kanada (CAN)                | 7 | 1  | 0 | 6 | 5  | 25 | –20 | 2  |
| Hongkong (HKG)              | 7 | 0  | 1 | 6 | 3  | 26 | –23 | 1  |

| 1964. október 11. 10:00 | Spanyolország (ESP) | 1 – 1   | Hollandia (NED) |  |
| 1964. október 11. 10:00 | F. Amat             | (1 – 0) | Terlingen       |  |

| 1964. október 11. 11:40 | Egyesült Német Csapat (EUA)     | 5 – 1   | Kanada (CAN) |  |
| 1964. október 11. 11:40 | Westphal 2 Ehrlich 2 Freiberger | (1 – 1) | Young        |  |

| 1964. október 11. 11:40 | Malajzia (MAS)                   | 4 – 1   | Hongkong (HKG) |  |
| 1964. október 11. 11:40 | Anandarajah 2 Munusamy Hock Seng | (3 – 0) | Monteiro       |  |

| 1964. október 11. 14:15 | India (IND)             | 2 – 0   | Belgium (BEL) |  |
| 1964. október 11. 14:15 | Prithipal Singh Kaushik | (0 – 0) |               |  |

| 1964. október 12. 10:00 | India (IND)     | 1 – 1   | Egyesült Német Csapat (EUA) |  |
| 1964. október 12. 10:00 | Prithipal Singh | (0 – 1) | Freiberger                  |  |

| 1964. október 12. 11:40 | Belgium (BEL)     | 2 – 0   | Hongkong (HKG) |  |
| 1964. október 12. 11:40 | Bernaert Miserque | (2 – 0) |                |  |

| 1964. október 12. 14:15 | Spanyolország (ESP) | 3 – 0   | Malajzia (MAS) |  |
| 1964. október 12. 14:15 | F. Amat 2 Dualde    | (2 – 0) |                |  |

| 1964. október 12. 14:15 | Hollandia (NED)              | 5 – 0   | Kanada (CAN) |  |
| 1964. október 12. 14:15 | Zweerts 2 Voigt 2 Vroonhoven | (3 – 0) |              |  |

| 1964. október 14. 10:00 | Egyesült Német Csapat (EUA) | 1 – 0   | Hollandia (NED) |  |
| 1964. október 14. 10:00 | Ehrlich                     | (0 – 0) |                 |  |

| 1964. október 14. 10:00 | Hongkong (HKG) | 1 – 2   | Kanada (CAN)     |  |
| 1964. október 14. 10:00 | Singh Gosal    | (0 – 0) | Chopping Raphael |  |

| 1964. október 14. 11:40 | India (IND)  | 1 – 1   | Spanyolország (ESP) |  |
| 1964. október 14. 11:40 | Mohinder Lal | (0 – 0) | Dualde              |  |

| 1964. október 14. 11:40 | Belgium (BEL)              | 3 – 3   | Malajzia (MAS)           |  |
| 1964. október 14. 11:40 | Miserque Ravinet A. Muschs | (1 – 1) | Paramalingam 2 Hock Seng |  |

| 1964. október 15. 10:00 | Spanyolország (ESP)    | 3 – 0   | Kanada (CAN) |  |
| 1964. október 15. 10:00 | Dualde J. Amat F. Amat | (0 – 0) |              |  |

| 1964. október 15. 10:00 | Hollandia (NED)     | 4 – 0   | Belgium (BEL) |  |
| 1964. október 15. 10:00 | Zweerts 3 Terlingen | (1 – 0) |               |  |

| 1964. október 15. 14:15 | India (IND)                                         | 6 – 0   | Hongkong (HKG) |  |
| 1964. október 15. 14:15 | Prithipal Singh 2 Harbinder Singh 2 Darshan Singh 2 | (1 – 0) |                |  |

| 1964. október 15. 14:15 | Egyesült Német Csapat (EUA) | 0 – 0 | Malajzia (MAS) |  |
| 1964. október 15. 14:15 | (0 – 0)                     |       |                |  |

| 1964. október 17. 10:00 | India (IND)                       | 3 – 1   | Malajzia (MAS) |  |
| 1964. október 17. 10:00 | Prithipal Singh 2 Harbinder Singh | (1 – 0) | Van Huizen     |  |

| 1964. október 17. 10:00 | Belgium (BEL)        | 5 – 1   | Kanada (CAN) |  |
| 1964. október 17. 10:00 | A. Muschs 3 Beuren 2 | (1 – 1) | Warren       |  |

| 1964. október 17. 11:40 | Spanyolország (ESP) | 1 – 1   | Egyesült Német Csapat (EUA) |  |
| 1964. október 17. 11:40 | Dualde              | (0 – 0) | Ehrlich                     |  |

| 1964. október 17. 11:40 | Hollandia (NED)                                                 | 7 – 0   | Hongkong (HKG) |  |
| 1964. október 17. 11:40 | Zweerts 2 Gooswilligen 't Hooft Coster van Voorhout Spits Voigt | (4 – 0) |                |  |

| 1964. október 18. 10:00 | Hollandia (NED)     | 2 – 0   | Malajzia (MAS) |  |
| 1964. október 18. 10:00 | 't Hooft Vroonhoven | (0 – 0) |                |  |

| 1964. október 18. 11:40 | India (IND)                       | 3 – 0   | Kanada (CAN) |  |
| 1964. október 18. 11:40 | Harbinder Singh 2 Prithipal Singh | (1 – 0) |              |  |

| 1964. október 18. 11:40 | Spanyolország (ESP)          | 4 – 0   | Hongkong (HKG) |  |
| 1964. október 18. 11:40 | Colomer F. Amat Dualde Vidal | (1 – 0) |                |  |

| 1964. október 18. 11:40 | Egyesült Német Csapat (EUA) | 0 – 0 | Belgium (BEL) |  |
| 1964. október 18. 11:40 | (0 – 0)                     |       |               |  |

| 1964. október 19. 10:00 | Spanyolország (ESP) | 3 – 0   | Belgium (BEL) |  |
| 1964. október 19. 10:00 | F. Amat 3           | (2 – 0) |               |  |

| 1964. október 19. 10:00 | Egyesült Német Csapat (EUA) | 1 – 1   | Hongkong (HKG) |  |
| 1964. október 19. 10:00 | Freiberger                  | (0 – 1) | Guterres       |  |

| 1964. október 19. 10:00 | Malajzia (MAS)                  | 3 – 1   | Kanada (CAN) |  |
| 1964. október 19. 10:00 | Shanmuganathan Nonis Yogeswaran | (1 – 1) | Young        |  |

| 1964. október 19. 14:15 | India (IND)                     | 2 – 1   | Hollandia (NED) |  |
| 1964. október 19. 14:15 | Prithipal Singh Harbinder Singh | (1 – 0) | Fiolet          |  |

## Egyenes kieséses szakasz

### Az 5–8. helyért
| 1964. október 21. 10:00 | Kenya (KEN)                          | 3 – 1 (h. u.)  | Hollandia (NED) |  |
| 1964. október 21. 10:00 | L. Fernandes Egbert Fernandes Mangat | (0 – 1, 1 – 0) | Zweerts         |  |

| 1964. október 21. 12:00 | Egyesült Német Csapat (EUA) | 5 – 1   | Japán (JPN) |  |
| 1964. október 21. 12:00 | Westphal 3 Freiberger 2     | (3 – 1) | Kihara      |  |

### Elődöntők
| 1964. október 21. 12:15 | Pakisztán (PAK) | 3 – 0   | Spanyolország (ESP) |  |
| 1964. október 21. 12:15 | Ahmad Dan 2 Din | (1 – 0) |                     |  |

| 1964. október 21. 13:55 | India (IND)           | 3 – 1   | Ausztrália (AUS) |  |
| 1964. október 21. 13:55 | Prithipal Singh 2 Lal | (3 – 1) | Nilan            |  |

### Az 5. helyért
| 1964. október 22. 13:55 | Kenya (KEN) | 0 – 3   | Egyesült Német Csapat (EUA) |  |
| 1964. október 22. 13:55 |             | (0 – 1) | Ehrlich 2 Lippert           |  |

### Bronzmérkőzés
| 1964. október 23. 12:15 | Ausztrália (AUS)      | 3 – 2 (h. u.)  | Spanyolország (ESP) |  |
| 1964. október 23. 12:15 | E. Pearce 2 McWatters | (1 – 0, 1 – 2) | Macaya 2            |  |

### Döntő
| 1964. október 23. 14:20 | Pakisztán (PAK) | 0 – 1   | India (IND) |  |
| 1964. október 23. 14:20 |                 | (0 – 0) | Lal         |  |

| Az 1964. évi nyári olimpiai játékok férfi gyeplabdatornájának olimpiai bajnoka |
| · INDIA · 7. cím                                                               |
| ------------------------------------------------------------------------------ |

## Végeredmény
| Helyezés | Csapat                      | M | Gy | D | V | G+ | G– | Gk  | P  |
| -------- | --------------------------- | - | -- | - | - | -- | -- | --- | -- |
| Arany    | India (IND)                 | 9 | 7  | 2 | 0 | 22 | 5  | +17 | 16 |
| Ezüst    | Pakisztán (PAK)             | 8 | 7  | 0 | 1 | 20 | 4  | +16 | 14 |
| Bronz    | Ausztrália (AUS)            | 8 | 5  | 0 | 3 | 20 | 10 | +10 | 10 |
| 4.       | Spanyolország (ESP)         | 9 | 4  | 3 | 2 | 18 | 9  | +9  | 11 |
|          |                             |   |    |   |   |    |    |     |    |
| 5.       | Egyesült Német Csapat (EUA) | 9 | 4  | 5 | 0 | 17 | 5  | +12 | 13 |
| 6.       | Kenya (KEN)                 | 8 | 4  | 1 | 3 | 10 | 13 | –3  | 9  |
| 7.       | Hollandia (NED)             | 8 | 4  | 1 | 3 | 21 | 7  | +14 | 9  |
| 8.       | Japán (JPN)                 | 7 | 3  | 0 | 4 | 7  | 11 | –4  | 6  |
|          |                             |   |    |   |   |    |    |     |    |
| 9.       | Malajzia (MAS)              | 7 | 2  | 2 | 3 | 11 | 13 | –2  | 6  |
| 10.      | Belgium (BEL)               | 7 | 2  | 2 | 3 | 10 | 13 | –3  | 6  |
| 11.      | Nagy-Britannia (GBR)        | 6 | 2  | 0 | 4 | 5  | 12 | –7  | 4  |
| 12.      | Rodézia (RHO)               | 6 | 1  | 1 | 4 | 4  | 16 | –12 | 3  |
| 13.      | Új-Zéland (NZL)             | 6 | 1  | 0 | 5 | 6  | 10 | –4  | 2  |
| 14.      | Kanada (CAN)                | 7 | 1  | 0 | 6 | 5  | 25 | –20 | 2  |
| 15.      | Hongkong (HKG)              | 7 | 0  | 1 | 6 | 3  | 26 | –23 | 1  |